# Арба
Арба (фр. Arbas) насеље је и општина у јужној Француској у региону Миди Пирене, у департману Горња Гарона која припада префектури Сен Годан.
По подацима из 2011. године у општини је живело 234 становника, а густина насељености је износила 31,97 становника/km². Општина се простире на површини од 7,32 km². Налази се на средњој надморској висини од 405 метара (максималној 840 m, а минималној 392 m).

## Демографија
| 1962. | 1968. | 1975. | 1982. | 1990. | 1999. | 2011. |
| ----- | ----- | ----- | ----- | ----- | ----- | ----- |
| 172   | 213   | 166   | 180   | 158   | 186   | 234   |

График промене броја становника у току последњих година